# Caproni Ca.1 (1914)
Caproni Ca.1 là một loại máy bay ném bom hạng nặng của Ý trong Chiến tranh thế giới I.

## Quốc gia sử dụng
ItalyCorpo Aeronautico Militare

## Tính năng kỹ chiến thuật
Dữ liệu lấy từ 
Đặc điểm tổng quát
- Kíp lái: 4
- Chiều dài: 11,05 m (36 ft 3 in)
- Sải cánh: 22,74 m (74 ft 7 in)
- Chiều cao: 3,70 m (12 ft 2 in)
- Diện tích cánh: 95,6 m2 (1,029 ft2)
- Trọng lượng rỗng: 3.302 kg (7.264 lb)
- Trọng lượng có tải: 4.000 kg (8.800 lb)
- Powerplant: 3 × Fiat A.10, 75 kW (100 hp) mỗi chiêc

Hiệu suất bay
- Vận tốc cực đại: 120 km/h (75 mph)
- Tầm bay: 550 km (344 dặm)
- Trần bay: 4.000 m (13.120 ft)

Vũ khí trang bị
- 2 × súng máy FIAT-Revelli 6,5 mm
- Bom